# Zelfportret met pijp
Zelfportret met pijp, ook wel getiteld Zelfportret in atelier, is een schilderij van de Nederlandse kunstschilder Jan Toorop uit 1883, op dat moment 24 jaar oud, staande aan het begin van zijn carrière. Het werk bevindt zich thans in de collectie van het Van Gogh Museum te Amsterdam.

## Context
Toorop werd geboren in Nederlands-Indië. In 1869 ging hij naar Leiden in Nederland. In 1875 volgde hij lessen bij Herman Johannes van der Weele in Den Haag. Aanvankelijk volgde hij een commercieel-technische opleiding, maar zijn artistieke belangstelling bracht hem naar de Rijksacademie van Beeldende Kunsten te Amsterdam (van 1880 tot 1882) en vervolgens naar de Academie voor Schone Kunsten in Brussel. Zijn verblijf in 1883 te Brussel werd bepalend voor zijn kunstenaarsvorming. Hij maakte kennis met de letterkundigen Emile Verhaeren en Maurice Maeterlinck en dompelde zich onder in het artistieke avant-gardistische milieu, dat gedomineerd werd door James Ensor en Fernand Khnopff. Binnen deze kunstenaarskringen voelde hij zich als een vis in het water. Nadrukkelijk ging hij op zoek naar een eigen stijl. Te Machelen deelde hij een tijdlang een atelier met de symbolistische schilder William Degouve de Nuncques. In dit atelier schilderde hij het hier besproken Zelfportret met pijp, doorgaans beschouwd als zijn eerste volwassen werk met een eigen signatuur.

## Afbeelding
Toorop schildert zichzelf in een ongedwongen houding, een lange Javaanse pijp in de mond, terwijl hij van onder een breedgerande vilthoed uit de hoeken van zijn ogen van schuin opzij terloops naar de toeschouwer kijkt (in feite in de spiegel). Hij lijkt zelfbewust, zonder zijn Indonesische gelaatstrekken te verhullen.
De schilder bevindt zich in zijn atelier, naast de kachel, te midden van allerlei schildersattributen. Hij is bezig te aquarelleren. Een gebroken bord dient als palet. Op een plank aan de muur staat een rijtje boeken, ten teken van een zekere eruditie. Erboven hangt een tekening van een landschap, zijnde het thema dat Toorop aan het begin van zijn loopbaan doorgaans koos.
Zelfportret met pijp uit 1883 is te zien als een genreachtig schilderij, met een verhalend karakter, aanhakend bij een traditie uit de romantiek. Het schetst een vooral beeld van de persoon die Toorop wil zijn, meer dan een introspectief werk waarin hij op zoek gaat naar zijn eigen ik. Onderwerp is niet zozeer het individu Toorop zelf, als wel een bepaald type schilder: de bohemien, die zich door zijn non-conformistische kleding en rommelige woon- en werkomgeving onderscheidt van andere burgers. De schilder tekent daarmee een ideaalbeeld dat past bij zijn jonge volwassenheid, maar dat tegelijkertijd blijk geeft van een zekere eigengereidheid en vernieuwingsdrang, die bepalend zouden worden voor zijn verdere carrière.